# Zacharovce
Zacharovce – wieś (obec) na Słowacji położona w kraju bańskobystrzyckim, w powiecie Rymawska Sobota. Pierwsze wzmianki o miejscowości pochodzą z roku 1320. 
Według danych z dnia 31 grudnia 2012, wieś zamieszkiwały 404 osoby, w tym 199 kobiet i 205 mężczyzn.
W 2001 roku rozkład populacji względem narodowości i przynależności etnicznej wyglądał następująco:
- Słowacy – 64,65%
- Romowie – 14,53%
- Węgrzy – 19,61%

Ze względu na wyznawaną religię struktura mieszkańców kształtowała się w 2001 roku następująco:
- Katolicy rzymscy – 58,84%
- Grekokatolicy – 1,21%
- Ewangelicy – 1,21%
- Ateiści – 25,67%
- Nie podano – 0,24%